# Toxic Holocaust
Toxic Holocaust é uma banda norte-americana de thrash/black metal de Portland, Oregon, formada em 1999. Foram Influenciados pelo punk rock e bandas de heavy metal da década de 1980, como Bathory, Slayer, Exodus, Black Flag, Discharge, Motörhead, Kreator, Celtic Frost, Venom, Possessed, Rigor Mortis e Death.

## História
Joel Grind fundou o Toxic Holocaust em 1999. Ele originalmente escreveu e gravou todas as músicas da banda, e depois de alguns lançamentos para de demonstração, ele fez o seu primeiro álbum oficial de longa-metragem como Toxic Holocaust com Evil Never Dies (2003). Dois anos mais tarde, depois de uma turnê com uma banda de apoio contratada, eles lançaram o segundo álbum (Hell on Earth, 2005), que mais uma vez ele escreveu e gravou por si mesmo. O álbum apresenta nomeadamente arte da capa por Ed Repka, conhecido por ter criado capas icônicas de álbuns do thrash metal. Uma extensa turnê se seguiu, junto com um contrato de gravação com a Relapse Records. Além de lançar o álbum An Overdose of Death (2008), e Conjure and Command, em 2011.

## Integrantes
Atual formação
- Joel Grind – vocal (1999-presente),  baixo (1999–2008, 2015–presente), guitarra (1999-2015), bateria (1999-2008)
- Tyler Becker - bateria (2018–presente)
- Robert Gray - guitarra, backing vocals (2019–presente)

Ex-membros
- Al Positions –  	 bateria (2008-2009)
- Philthy Zeller –   baixo (2008-2015)
- Nikki Bellmore –  	 bateria (2009-2018)
- Eric Eisenhauer - guitarra, backing vocals (2018–2019)

Músicos convidados em turnês
- Regan; America	 –   baixo
- Jarro; Donnie of the Dead  –  	 bateria
- Hexx	 –   guitarra
- Whipstriker; Jamie Walters; Detonator; Steve Kuhr –  baixo  (2006)
- Hugo Golon; Excoriator –  	 bateria  (2006)
- Charlie Bellmore –   guitarra  (2015-2018)

Linha do tempo

## Discografia
Álbuns de estúdio
- Evil Never Dies - 2003
- Hell on Earth - 	2005
- An Overdose of Death...	 - 	2008
- Conjure and Command	 - 	2011
- Chemistry of Consciousness	 - 2013
- Primal Future: 2019	 - 2019

EPs
- Death Master (2003,  Gloom Records)
- Power From Hell (2004)
- Reaper's Grave (2006, Gloom Records)
- Gravelord - 	2009

Singles
- Death Master	 - 2004
- Power from Hell - 	2004
- Reaper's Grave - 	2006
- Revelations	 - 2013
- Out of the Fire - 	2013

Álbum ao vivo e DVD
- Live - Only Deaf is Real (2007, Álbum ao vivo)
- 'Brazilian Slaughter 2006 	(2008, DVD)

Coletâneas
- Toxic Thrash Metall  (2004, CD)
- From the Ashes of Nuclear Destructionl  (2013, CD)

- Colaborações
- Toxic Holocaust / Oprichniki (2001, Split CD)
- Implements of Mass Destruction / Nuclear Apocalypse:666 (2002, Split CD)
- Outbreak of Evil (2004, Split CD)
- Thrashbeast From Hell (2004, Split Tape)
- Blasphemy, Mayhem, War (2005, Split CD)
- Don't Burn the Witch... (2006, Split 10")
- HRPS Vol.1 (2008, Split 7")
- Speed n' Spikes Volume 1 (2008, Split 7")
- Toxic Holocaust / Inepsy (2010, Split 12")
- Toxic Holocaust / Midnight (2011 Split 7" to benefit the Japanese Tsunami victims)
- Toxic Waste (with Municipal Waste) (2012, Split 12")

Demos
- Radiation Sickness (1999)
- Critical Mass (2002)
- Promo 2004 (2004)
- Demo 2007 (2008)

## Clipes
- "Wild Dogs"
- "Nuke the Cross"
- "Lord of the Wasteland"
- "Judgement Awaits
- "666" (Live-2009)
- "Acid Fuzz"